# Epigodromia globosa
Epigodromia globosa is een krabbensoort uit de familie van de Dromiidae. De wetenschappelijke naam van de soort is voor het eerst geldig gepubliceerd in 1977 door Lewinsohn.